# Divertimento

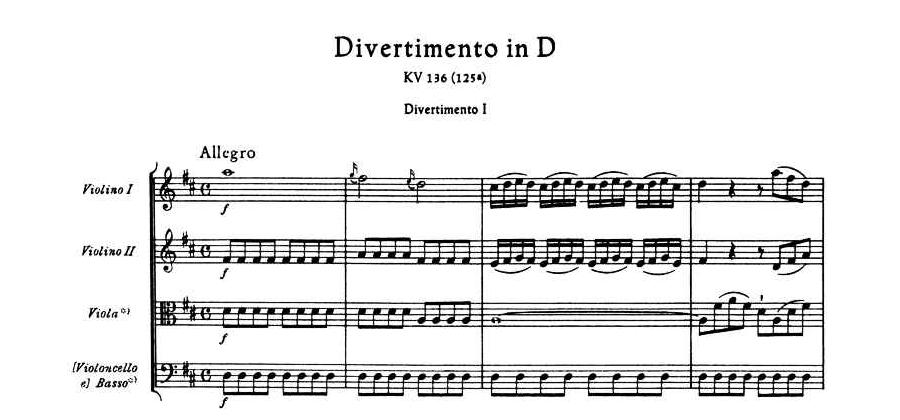
Mozart: Divertimento (K.136, Nr.1)

A divertimento (ol. mulatság, szórakozás) a legkülönbözőbb műfajú és hangszer-összeállítású szórakoztatózenei gyűjtemények címe a 17. század végétől a 18. század közepéig.
A megnevezést emellett többféle dologra használták, lehet:
- többtételes zenemű, rendszerint kiszenekarra vagy kamarazenekarra;
- a francia operákban táncbetét (fr. divertissement);
- a fúgában a szigorú tematikus szakasz utáni szabad közjáték.

Fénykorát a bécsi klasszicizmus korában élte (Mozart, Haydn), de a barokk korszakban is gyakran írtak divertimentókat (Telemann).

## Története
A divertimento  kifejezést először Carlo Grossi itáliai szerző használta 1681-ben komponált Il divertimento de' grandi: musiche da camera, ò per servizio di tavola című műve megnevezéseként. 20–30 évvel később a szonátákat neveznek divertimento per camera-nak. A divertimento elnevezés elterjedése a 18. századra esik. Szvitszerű kompozíciókat, többnyire kamaraegyüttesre írt (vonóstrió, vonósnégyes, fúvósegyüttes vagy vonós- és fúvóshangszereket egyesítő kamarazenekar) általában öt-hattételes táncsorozatot értettek rajta.
A tételek száma és formája nem kötött szigorú szabályokhoz: tételciklusok (akár 12 tételből állók) mellett vannak egytételesek is (J. Haydn, négy barytondivertimento, Hob. XII: 20-23). A korban sokszor keverednek a divertimento, szonáta, kvartett kifejezések, például Haydn korai műveiben, hasonlóképpen mosódnak el a határok a szerenád, a cassazione és a nocturne között. Míg az előbb említett műfajokat inkább szabadtéri előadásra szánták, addig a divertimento sokkal inkább volt házi muzsika.
Virágkorát a bécsi klasszicizmus korában élte, ahol a társasélet közvetlen, mindennapi használatára készült. Fejlődése során - elsősorban Mozartnál - a divertimentóba behatol a személyesebb lírai hangvétel, ezzel együtt a szimfóniához hasonlatos emelkedett hang szólal meg, elsősorban lassabb tételeiben. A műfaj ezen formája egészen Beethoven fiatalkoráig marad divatban, a 19. században már megszűnnek a divertimento virágkorára jellemző társasági összejövetelek és formák.
A divertimento (vagy szerenád) elnevezés napjainkig fennmaradt a legkülönbözőbb jellegű művek kapcsán, gyakran kis programdarabokat, szalonkompozíciókat, potpourrikat jelöltek vele. A 20. században divertimento vagy balettszvit címmel jelenik meg Stravinsky Divertimento című műve (1934), illetve a 18. század második felében használatos divertimento értelmezéshez tudatosan visszanyúlásként Bartók Béla Divertimento című műve vonóskarra (1939). Míg Bartók művében a nép és művész, a tánc és a szimfónia újra megtalált egysége a mű alapgondolata, addig Kodály Triószerenádja, Mozart Esz-dúr (K 563.) divertimentójának mintájára ötvözi egybe a kamarazene legnemesebb és a szerenád szórakoztató hangját.

## Fontosabb divertimento-szerzők
- Georg Philipp Telemann
- Wolfgang Amadeus Mozart
- Leopold Mozart
- Joseph Haydn
- Luigi Boccherini
- Weiner Leó
- Bartók Béla